# Willy Fleckhaus
Willy Fleckhaus (1925-1983) fue un diseñador y director de arte alemán. Su carrera alcanzó su momento de mayor esplendor en su época de director de arte de la revista Twen, publicada por primera vez en 1959. Twen combinaba la fotografía erótica con artículos de actualidad; era en cierta medida, una versión europea, gráficamente más cuidada, del Playboy norteamericano. Durante los once años de publicación de la revista, Fleckhaus consolidó un estilo muy característico con cubiertas muy llamativas y un uso particular de la fotografía en la que predominban los primeros planos. 
Fleckhaus concebía la página como un conjunto de grandes bloques jerarquizados donde la foto tenía el papel primordial incluso cuando esta no tenía excesiva calidad. La extrema simplicidad de sus composiciones proporcionaba un estilo reconocible pero capaz de adaptarse a las necesidades comunicativas de cada publicación. Hacia 1980 se convirtió en director de arte del Frankfurter Allgemeine Magazin, el suplemento del Frankfurter Allgemeine Zeitung, una publicación de contenido convencional a la que supo dar un aspecto nuevo con su consistente uso de la retícula y las masas de texto e imagen. Fue también una destacada diseñador editorial. Creó numerosas cubiertas para editoriales como Editorial Suhrkamp e Insel. 
Fleckhaus puede ser considerado como el más importante heredero del Estilo Internacional en los años sesenta y setenta, si bien mostró una cierta simpatía por las nuevas corrientes de rechazo al diseño ortodoxo, fue evidente. Desarrolló un nuevo concepto de dirección artística en el que no puede olvidarse su origen como periodista. Del estilo internacional queda su preferencia por componer la página con tres o cuatro elementos de enorme simplicidad formal pero, ciertamente alejados del esteticismo de la escuela germano suiza. 
En Nova, la revista británica, el estilo de Fleckhaus estaba más atemperado, con referencias a las cubiertas de Stanley Morison para Gollancz, las de Mardersteig para Albatros e incluso los Penguin Books de Jan Tschichold. 
Fue profesor primero en Essen en 1974 y más tarde, en 1981, en Wuppertal.

## 'Bibliografía
- Koetzle, Michael y Wolff, Carsten M. Fleckhaus. Deutschlands Erster Art Director. Klinkhardt und Biermann. Berlín, 1997.
- Blackwell, Lewis Twentieth Century Type. Laurence King Publishing Londres, 1992.

- Datos: Q6167835
- Multimedia: Willy Fleckhaus / Q6167835